# Chondrodendron
Chondrodendron es un género con 14 especies de plantas de flores perteneciente a la familia Menispermaceae. Se encuentra desde Panamá a Brasil y Bolivia.

## Especies seleccionadas
- Chondrodendron candicans
- Chondrodendron convolvulaceum
- Chondrodendron filipendulum
- Chondrodendron hypoleucum
- Chondrodendron iquitanum
- Chondrodendron latifolium
- Chondrodendron limaciifolium
- Chondrodendron microphyllum
- Chondrodendron platiphyllum
- Chondrodendron platyphyllum
- Chondrodendron polyanthum
- Chondrodendron tomentocarpum
- Chondrodendron tomentosum
- Chondrodendron toxicoferum